# Huyện
Huyện is een landelijk district in Vietnam.
Een huyện staat bestuurlijk op het tweede niveau, op gelijke hoogte met de quận, thị xã en steden. Het verschil met de quận is, dat de huyện voorkomt in elke provincie, inclusief de vijf centrale steden en de quận komt voor alleen in de centrale steden. In de centrale steden is de hiërarchie het verschil tussen een quận en een huyện.